# Beck Weathers

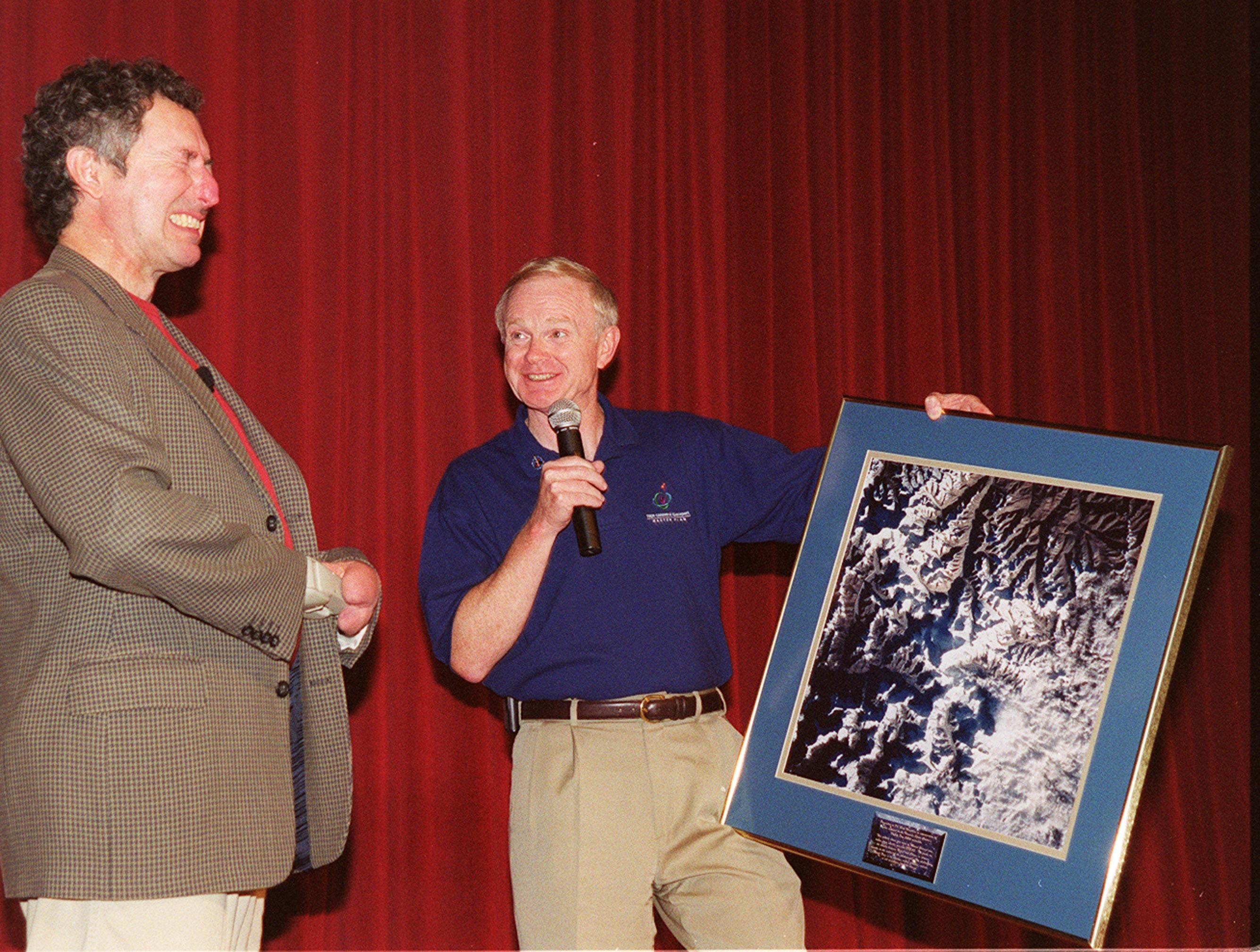
Beck Weathers (links) im Jahr 2000

Seaborn Beck Weathers (* 16. Dezember 1946) ist ein amerikanischer Pathologe aus Texas.
Medienwirksame Aufmerksamkeit erzielte er 1996 durch seine besondere Rolle bei der Besteigung des Mount Everest, die im Unglück am Mount Everest (1996) endete und durch eine Vielzahl von Büchern und Filmen festgehalten wurde. Die bekanntesten Werke in diesem Zusammenhang sind In eisige Höhen des Expeditionsteilnehmers und Journalisten Jon Krakauer, der auf dieser Buchvorlage basierende Film In eisige Höhen – Sterben am Mount Everest von Robert Markowitz, der Film Everest von Baltasar Kormákur sowie der IMAX-Dokumentarfilm Everest – Gipfel ohne Gnade von David Breashears.

## Familie und Beruf
Der Vater von Beck Weathers war höherer Air-Force-Offizier, weshalb die Familie mit den Militärstützpunkten häufiger den Wohnort wechselte. Das College besuchte er in Wichita Falls in Texas. Nach dem Medizinstudium stieg er in eine Arztpraxis ein und heiratete. Er wurde Vater von zwei Kindern. Anlässlich eines Urlaubs in Colorado begeisterte er sich für den Bergsport. Er beabsichtigte die Seven Summits zu besteigen.

## Everest

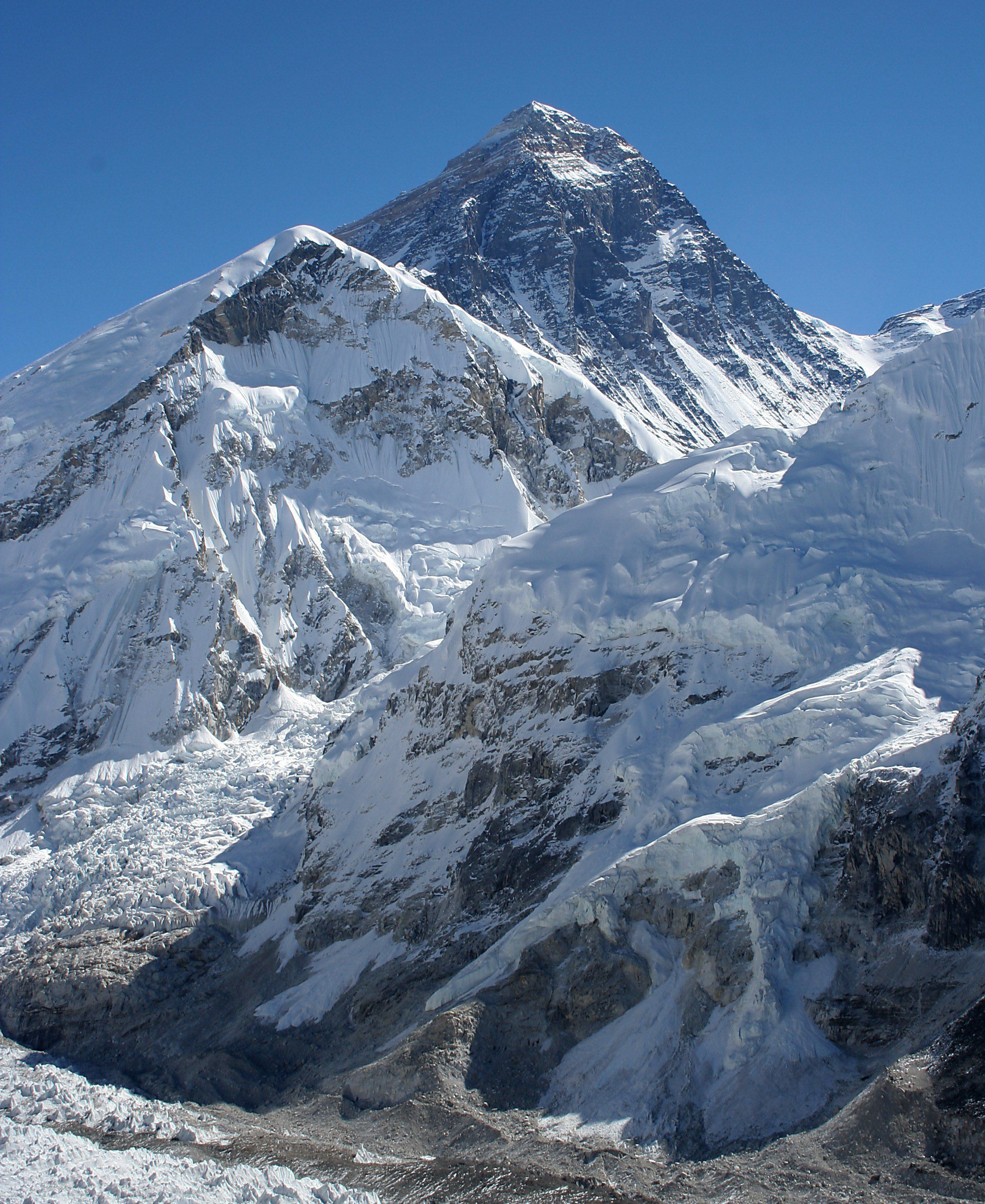
Gipfelpyramide des Everest von Südwesten (nepalesische Seite). Rechts der Südsattel (Aufenthaltsort von Beck Weathers); die Zacke im oberen rechten Grat ist der Südgipfel

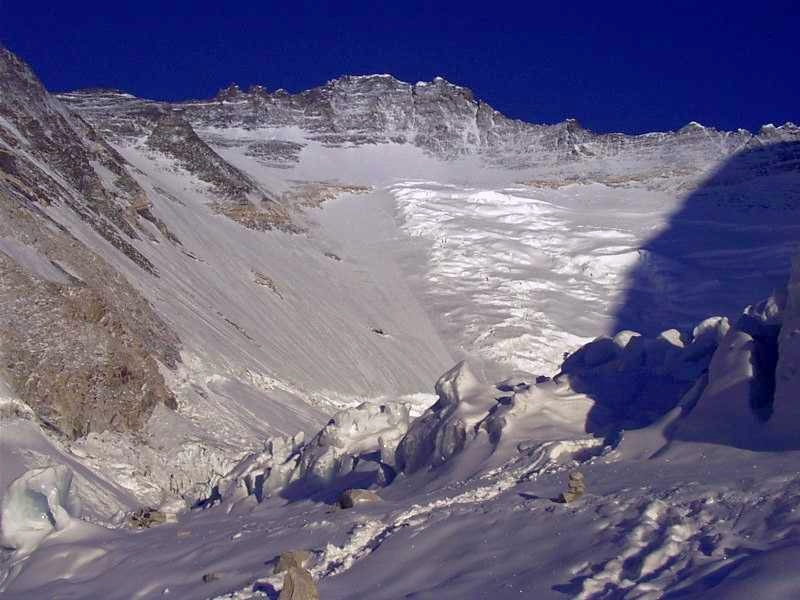
Das Western Cwm (Tal des Schweigens) von dem aus eine der spektakulärsten Helikopterbergungen der Berggeschichte (Bergung von Weathers und Makalu Gau auf Höhe des Camps II in 6400 m Höhe) stattfand

1996 nahm Beck Weathers an einer Besteigung des Mount Everest teil, die seitens des kommerziellen Expeditionsanbieters Adventure Consultants unter der Leitung von Rob Hall durchgeführt wurde. In der Nacht vom 9. auf den 10. Mai starteten mehrere Expeditionsmannschaften vom Lager IV am Südsattel (7906 m) zum Gipfel.
Die Schwierigkeiten am Berg begannen für Weathers auf Höhe des Balkons bei etwa 8400 Metern, als er infolge einer 18 Monate zuvor erfolgten Augenoperation (radiale Keratomie) erhebliche Sehprobleme bekam und nur noch etwa einen Meter weit sehen konnte, was er dem Expeditionsleiter Rob Hall berichtete. Darauf wurde verabredet, dass Weathers auf die Rückkehr der Gruppe vom Gipfel warten solle. Dadurch wurde die Möglichkeit vertan, mit anderen Bergführern beziehungsweise (zahlenden) Kunden bereits früher abzusteigen.
Rob Hall hatte, um den schon im Vorjahr knapp gescheiterten zahlenden Kunden Doug Hansen noch auf den Gipfel zu führen, die selbst festgesetzte Umkehrzeit (14 Uhr) um zwei Stunden überschritten. Im einsetzenden Schneesturm (den Windchill-Faktor eingerechnet wurden circa −75 °C erreicht) war beiden der Abstieg vom Gipfel nicht mehr möglich. Sowohl Hansen als auch Hall starben bereits in der Nacht beziehungsweise am Folgetag und wurden somit zwei der insgesamt acht Opfer der Tragödie des 10. und 11. Mai.
Eine Gruppe von Bergsteigern um Mike Groom versuchte Weathers mit kurzem Seil gesichert im Abstieg ins Lager IV mitzunehmen. Die Gruppe verirrte sich jedoch im Schneesturm auf dem Südsattel. Die Gruppe kauerte sich zusammen, während Neal Beidleman und Klev Schoening („Mountain Madness“-Team) irgendwann eine leichte Aufklarung des Himmels nutzten, um sich zu orientieren und das nur wenige hundert horizontale Meter entfernt gelegene Lager IV zu erreichen. Dreien der Bergsteiger half der alarmierte Guide Anatoli Bukrejew wenige Stunden später ins Lager IV. Beck Weathers und seine japanische Teamkollegin Yasuko Namba blieben bewusstlos zurück. Am Morgen des 11. Mai entschieden die übrigen Teilnehmer, dass für die beiden nichts mehr zu tun sei, zumal die Bergsteiger sich selbst in höchste Gefahr begeben hätten, wenn sie Bewusstlose die gefährliche Führe hätten hinunterschleppen müssen.
Weathers gelang es am späten Nachmittag des 11. Mai aufzustehen und ins Lager zu laufen. Laut eigener Aussage dämmerte er dahin, bis er seine steifgefrorene rechte Hand direkt vor seinen Augen sah, was ihn schlagartig zurück in die Wirklichkeit holte.
Weathers wurde in einem Zelt (das des weiter oben am Berg sterbenden Expeditionsleiters Scott Fischer) in Schlafsäcke gesteckt und wiederum vernachlässigt: Am Morgen des 12. Mai fand ihn Jon Krakauer wider Erwarten noch lebend, und Pete Athans und Todd Burleson, auf halbem Wege assistiert von Ed Viesturs, Robert Schauer und David Breashears, gelang es, ihn auf seinen eigenen Füßen über die Lhotse-Flanke bis zum Lager II zu bringen, wo inzwischen ein Arztzelt installiert worden war.
Nach der medizinischen Erstversorgung durch Kamler und den Dänen Hendrik Hansen wurden Weathers und „Makalu“ Gau Ming-Ho (Taiwan) am Morgen des 13. Mai durch das Western Cwm zum oberen Rand des Khumbu-Eisfalls geführt und in einer der höchstgelegenen Helikopterbergungen durch den nepalesischen Piloten Colonel Madan Khatri Chhetri vom Berg und nach Kathmandu gebracht.
Nach der Rettung musste sich Weathers den rechten Arm bis knapp unter den Ellenbogen amputieren lassen. Alle Finger der linken Hand mussten ebenfalls entfernt werden. Auch seine Nase wurde amputiert und aus Teilen seines Ohres und seiner Stirn rekonstruiert.
Weathers selbst erinnerte sich später:

“Initially I thought I was in a dream. Then I saw how badly frozen my right hand was, and that helped bring me around to reality. Finally I woke up enough to recognize that I was in deep shit and the cavalry wasn’t coming so I better do something about it myself.”

„Ich dachte, ich war in einem Traum. Dann sah ich, wie schrecklich erfroren meine Hand war und das half mir, mich zurück in die Realität zu bringen. Schließlich wachte ich genug auf, um zu erkennen, dass ich in ernste Schwierigkeiten geraten war und dass der Rettungsdienst nicht kommen würde, ich also besser selbst etwas unternehmen sollte.“

“I was lying on my back in the ice. It was colder than anything you can believe. I figured I had three or four hours left to live, so I started walking. All I knew was, as long as my legs would run, and I could stand up, I was going to move toward that camp, and if I fell down, I was going to get up. And if I fell down again, I was going to get up, and I was going to keep moving until I either hit that camp, I couldn’t get up at all, or I walked off the face of that mountain.”

„Ich lag auf dem Rücken im Eis. Es war kälter als irgendetwas, was man sich vorstellen kann. Ich erkannte, dass ich noch drei oder vier Stunden zu leben hatte und so fing ich an zu gehen. Alles, was ich wusste, war, dass, so lange meine Beine sich bewegen würden und ich aufstehen könnte, ich mich auf dieses Camp zubewegen musste und wenn ich hinfallen sollte, dann würde ich wieder aufstehen. Und wenn ich wieder hinfallen sollte, dann würde ich wieder aufstehen und mich weiter bewegen, bis ich entweder das Camp erreichen, überhaupt nicht mehr aufstehen oder über den Rand dieses Berges laufen würde.“

## Späteres Leben
Weathers hat ein Buch geschrieben, Left For Dead, welches im Jahr 2000 erschien. Er war als Arzt und Motivationspsychologe tätig und lebte in Dallas, Texas.